# Panské Dubenky
Panské Dubenky là một làng thuộc huyện Jihlava, vùng Vysočina, Cộng hòa Séc.